# Nasierdzie

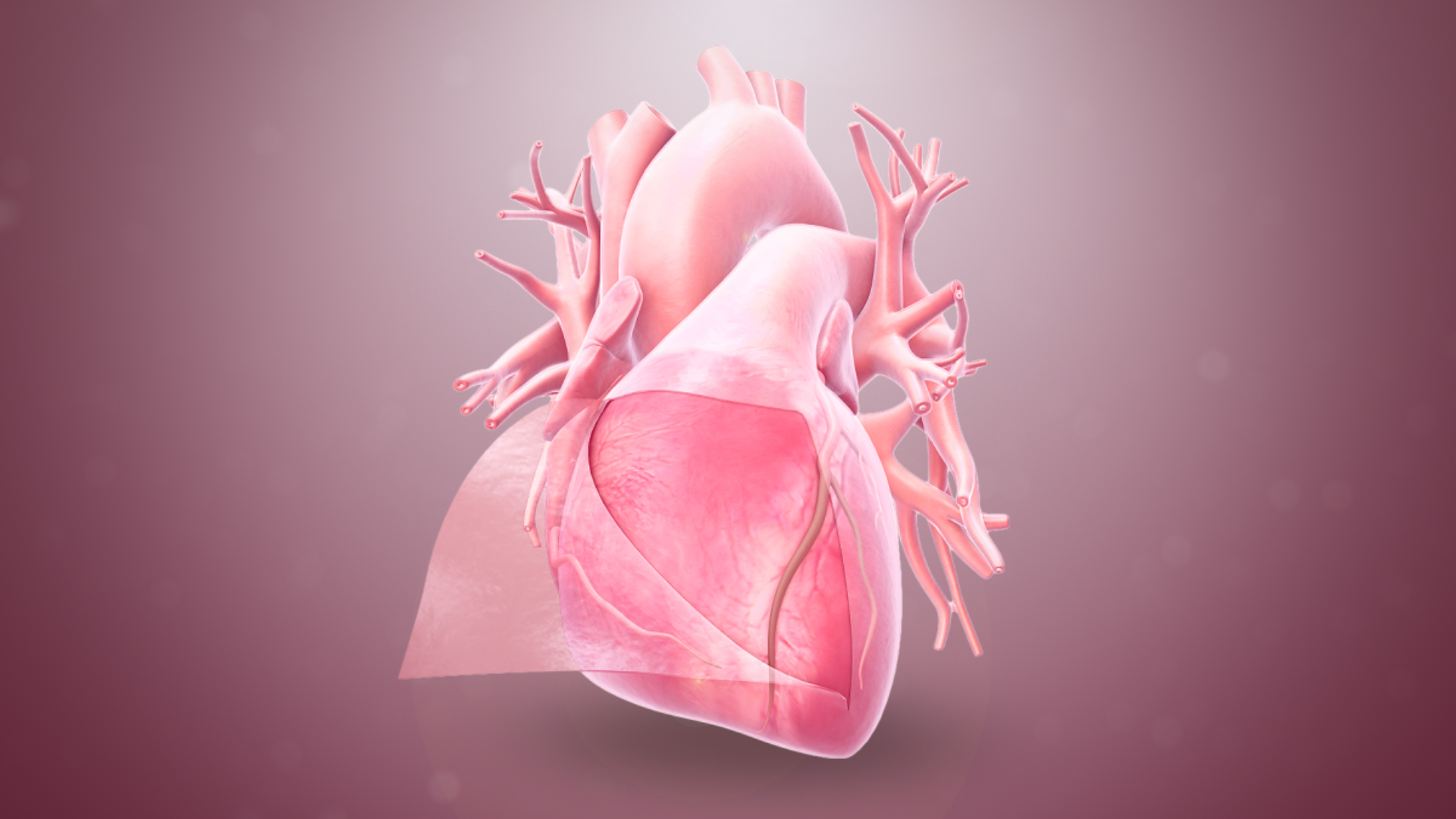
Nasierdzie

Nasierdzie (łac. epicardium) – błona surowicza stanowiąca wewnętrzną (trzewną) warstwę osierdzia. Składa się głównie z tkanki łącznej, która spełnia funkcję warstwy ochronnej.
Osierdzie trzewne produkuje płyn osierdziowy, który w cyklu pracy serca zmniejsza tarcie pomiędzy zewnętrzną i wewnętrzną blaszką osierdzia. Podczas skurczu komór fala depolaryzacji porusza się od wsierdzia do nasierdzia.